# Stalker, the Soulless
Stalker, the Soulless is een strippersonage dat in 1975 bedacht werd door scenarist Paul Levitz, en in beeld gebracht werd door tekenaar Steve Ditko (in samenwerking met Wally Wood), voor DC Comics. Deze comic geldt als een typisch voorbeeld van Pulp (literatuur), en vormde en inspiratiebron voor tal van andere stripreeksen in het genre. De Belgische striptekenaar Karel Biddeloo zou zich voor enkele albums van De Rode Ridder, duidelijk geïnspireerd hebben door de tekenstijl en o.a. de type personages die in deze comic gebruikt werden (vb. Nevelsteen en De Vervloekte Stad).
"Stalker" situeerde zich in een "Sword & Sorcery" omgeving. Op sommige vlakken was hij zo'n beetje de tegenhanger van Marvel's "The Black Knight" (zoals bijvoorbeeld ook het geval is met Batman en Moon Knight of zoals Hawkeye en Green Arrow dat zijn).

## Personageschets
Stalker was een jonge ridder die, in ruil voor zijn ziel, onsterfelijk gemaakt wordt door de Duivel. Stalker voelt zich, na verloop van tijd, echter bedrogen (de Duivel zou de Duivel niet zijn) en begint echter een zoektocht om zijn ziel terug te krijgen. Hij gaat zelfs zo ver dat hij afdaalt naar de Hel om er de strijd aan te gaan met de Duivel en diens Helse legioenen.
Het personage van Stalker werd later min of meer "hergebruikt" in Wally Wood's "The Wizard King". Alleen heette hij hier "Iron Aron" en was zijn rol eerder een secundaire in plaats van de hoofdrol. Later zou hij zelfs nog even opduiken als nevenpersonage in de reeks Wonder Woman.

## Albums
| Nummer | Titel                                            |
| ------ | ------------------------------------------------ |
| 1      | Quest for a Stolen Soul (Engels)                 |
| 2      | Darkling Death At World's End Sea (Engels)       |
| 3      | The Freezing Flames Of The Burning Isle (Engels) |
| 4      | Invade The Inferno (Engels)                      |